# Four Sticks
«Four Sticks» es una canción del grupo de rock británico Led Zeppelin ubicada en sexto lugar en su cuarto álbum de estudio, Led Zeppelin IV, producido en 1971. El título surgió del hecho de que el baterista John Bonham tocó este instrumento con dos sets de dos palillos, en total cuatro. Su decisión de tocar esta canción con cuatro palillos se debió a que se sentía frustrado de no poder tocar con la intensidad correcta, a su criterio. Finalmente, cuando tomó el segundo par y golpeó lo más fuerte que pudo la batería, pudo grabar lo que consideró la toma perfecta, y esa fue la que la banda usó. Este tema fue especialmente difícil de grabar, y requirió más intentos de los usuales. John Paul Jones, el bajista, usó aquí un sintetizador VCS3.
El guitarrista Jimmy Page una vez dijo que "se suponía que [esta canción] debía ser abstracta". El efecto abstracto fue muy bien logrado por la duración de la canción, en la que se destaca la actuación de la guitarra. Luego de un intento frustrado por sacar esta canción adelante, Page inventó un riff de pura frustración, que finalmente se usó en el tema Rock and Roll.
La canción fue regrabada por Jimmy Page y Robert Plant con la Orquesta Sinfónica de Bombayen 1972 durante su viaje a la India junto con "Friends", de Led Zeppelin III. Esta versión usa tambores y cítaras. Esta grabación nunca fue lanzada oficialmente y sólo están disponibles copias piratas de la misma. Se dice que el proyecto fracasó porque la orquesta no se quedó allí el tiempo suficiente y algunos bebieron más de la cuenta.
Led Zeppelin tocó esta canción en vivo dos veces: la primera en su tour por Copenhague en 1971, y abundan las versiones pirata de este tema, y la segunda en Odense, la cual surgió en el 2022.
Además, en 1994, Page & Plant interpretaron esta canción en Londres junto a varias orquestas del mundo. En la batería estaba Michael Lee, tocándola con cuatro palillos, como bien dice el título de la canción. Esta versión se halla en su álbum, No Quarter.

## Personal
- Robert Plant: voz
- Jimmy Page: guitarra
- John Paul Jones: bajo, sintetizadores
- John Bonham: batería

## Versiones
- 1987: Bongwater (Breaking No New Ground! EP)
- 1989: The Earwigs (The Song Retains the Name)
- 1992: Unsane (Sencillos 89-92)
- 1994: Page and Plant (No Quarter: Jimmy Page & Robert Plant Unledded)
- 1995: Rollins Band (Encomium: A Tribute to Led Zeppelin)
- 2001: Out of Phase (A Tribute to Led Zeppelin IV)
- 2002: Reptile Palace Orchestra (Official Bootleg 2002)
- 2004: Jezz Woodroffe (In Through the Swing Door: Swing Cover Versions of Led Zeppelin Classics)
- 2005: Howard Hart (Get the Led Out! Led Zeppelin Salute)
- 2006: Robert Plant & The Strange Sensation (Soundstage: Robert Plant and the Strange Sensation)
- 2006: Franck Tortiller & Orchestre National de Jazz (Close to Heaven: A Led Zeppelin Tribute)
- 2007: Sones de México Ensemble Chicago (Esta tierra es tuya (This Land Is Your Land))
- 2007: MIDIval Punditz (Backspin: A Six Degrees 10 Year Anniversary Project)
- 2007: Frankie Banali & Friends (24/7/365: The Tribute to Led Zeppelin)
- 2007: The Nowtet (The Nowtet Plays Zep!)
- 2007: Led Zepagain (Led Zepagain II: A Tribute to Led Zeppelin)
- 2007: Led R (Led the R Out: A Tribute to Led Zeppelin)
- 2008: Alec Haavik Friction Five (Ye Shanghai!)
- 2009: Hampton String Quartet (The Hampton Rock String Quartet: All Zeppelin)